# Windows Odyssey
Odyssey je bila različica Microsoft Windows, ki je bila idejno zasnovana kot naslednja izdaja Windows NT za poslovne uporabnike, ki bi nasledila Windows 2000. Odyssey je zavedno ostal na papirju, ko ga je Microsoft v začetku leta 2000 ukinil skupaj z Neptunom, ekipi, ki sta razvijali izdelka pa združil, da bi delali na novem projektu imenovanem Whistler. Le-ta je izšel leta 2001 kot Windows XP.

## Ideja
Odyssey naj bi postal naslednik Windows 2000, namenjen pa je bil poslovnim uporabnikom. O njem je znanega zelo malo, skoraj vse znane informacije pa so zgolj špekulacije zbirateljev. Sodeč po govoricah Microsoft naj ne bi ustvaril nobene preizkusne gradnje, saj je bil projekt ukinjen kmalu po tistem ko so si ga zamislili. Ne ve se niti katero različico jedra naj bi imel Odyssey, nekateri pravijo 5.50 tako kot Neptune, drugi pa 6.0.